# Ydunsgade
Ydunsgade er en lille gade på Ydre Nørrebro i Mimersgadekvarteret. Ydunsgade er en sidegade til Jagtvej, som ender i Thorsgade. 
Gaden er opkaldt efter den nordiske gudinde Ydun eller Idun – Brages hustru – der var den gudinde i den nordiske mytologi, der vogtede de gyldne æbler, som skænkede guderne evig ungdom. Ydunsgade er navngivet omkring 1901.
Ydunsgade har – ligesom parallelgaden Frejasgade – rester af sin originale brolægning.
Der er 11 opgange på Ydunsgade, primært beboelse.
Nr. 2: På 4. sal boede o. 1920 folketingsmand Peder Hedebol (1874-1959), der var en markant dansk kommunal- og landspolitiker (Socialdemokratiet). Han var borgerrepræsentant i København 1914-1924 og borgmester, 2. afdeling, 1924-1938. Han skrev sine erindringer, der udkom i 1956 "Spurv i Tranedans".
Nr. 4-6: Bemærk de enkle og effektfulde midler, som ikke er spor usædvanligt ved at have en pudset underetage og røde mursten, men i det lyse puds er der i stuen en roset-bort og under taget en ’harlekins-tern’/rhombeformet bort i svenskrød, der meget fint fremhæver de enkle detaljer.
Nr. 7 er helt tempellignende med sin brede trekantsfronton med blomstermotiv og seks pilastre. Bygningen er nyligt blevet fint malet i grå og hvide toner, der fremhæver de klassiske træk arkitekten søgte at få frem. 
Hvor Ydunsgade møder Thorsgade opstår der en stor – og potentielt spændende – trekantet plads uden navn. 

## Forretninger i Ydunsgade
Ydunsgade er og har altid været næsten udelukkende en beboelsesgade. Et par undtagelser er, at der i 1910 lå en filial af Detailhandlerbanken i nr. 3-5 og i 1920'erne i nr. 4-6 lå Schønbergs Sæbefabrikker. 
Navnet Ydun har været til stor inspiration for de få forretningsdrivende gennem tiderne: I 1940 finder man ”Ydun Kioskforretning” i nr. 1. Samtidig finder man i nr. 10 vaskeriet "Ydun" og i nutiden, også i nr. 1, ”Salon Ydun”.
Indtil 2008 lå der en butik med kontorartikler på hjørnet af Jagtvej. På det modsatte hjørne ligger der i dag en blomsterforretning. Der ligger som sagt også en frisør, samt en forretning med rengøringsartikler.
På den ene side af gaden er der i gadeniveauet indrettet til butikker, i hele gadens længde. Med to undtagelser er alle disse dog lukkede nu. Det er symptomatisk for kvarteret. 